# Арсений Бока
Йеромонах Арсений е румънски православен духовник, предложен за канонизиране, роден със светско име Зиан Бока. Произхожда от селско но дълбоко религиозно семейство.
От 1929 до 1933 г. учи и завършва Богословския институт в Сибиу. През септември 1935 г. е постриган за четец и иподякон и ръкоположен за целибатен дякон. През 1939 г. отива в скита „Свети Йоан Предтеча“ на Света Гора, където остава 3 месеца за усвояване на монашеската традиция и живот, издържани в духа на исихазма. Когато се връща във Фъгъраш, е зачислен към братството на светия Бранковянски манастир. 
На 3 май 1940 г. приема монашески постриг и името Арсений, а на 10 април 1942 г. е ръкоположен за йеромонах и е игумен на манастира.
На 14 май 1948 г. е арестуван и измъчван от румънската тайна полиция, прераснала в Секуритате, по обвинение, че е легионер от „Желязната гвардия“ и подбужда идващите при него хора на бунт срещу комунистите. На 25 ноември 1948 г. е назначен за игумен в манастира Прислоп от митрополит Николай Балан.
До смъртта си по време на режима на Николае Чаушеску е многократно репресиран, преследван и контролиран от Секуритате. Умира 28 ноември 1989 г. Погребан на 4 декември 1989 г.